# Tiina Wilén-Jäppinen
Tiina Wilén-Jäppinen (26 février 1963 ; 4 décembre 2016) était une politicienne finlandaise du Parti social-démocrate. Née à Imatra, elle a été membre du conseil municipal de la commune en 2001, puis présidente du conseil de ville de 2009 jusqu'à sa mort. Elle était mariée et mère de deux enfants.
Tiina Wilén-Jäppinen a été abattu par balle et tué avec deux journalistes le 4 décembre 2016 au centre commercial d'Imatra. Elle avait 53 ans.